# Sela (Kolašin)
Pour les articles homonymes, voir Sela (homonymie).
Sela (en serbe cyrillique : Села) est un village du centre du Monténégro, dans la municipalité de Kolašin.

## Démographie

### Évolution historique de la population
| 1948 | 1953 | 1961 | 1971 | 1981 | 1991 | 2003 |
| ---- | ---- | ---- | ---- | ---- | ---- | ---- |
| 328  | 325  | 321  | 259  | 246  | 143  | 71   |